# Raske Plader
Raske Plader er et pladeselskab grundlagt i Danmark.
Selskabet blev grundlagt i 2012 af den danske musiker og forfatter Rasmus Poulsen (kendt som Raske Penge). Selskabet udgiver blandt andet sangerne/bandene: Raske Penge, Bremer/McCoy og Mads Beldring.
Under Raske Plader findes også underselskabet Livity Music, der udgiver reggae-musik og kurateres af Morten McCoy.

## Eksterne links
- Officiel hjemmeside
- Facebookkonto: raskeplader

| Musik | Spire Denne musikartikel er en spire som bør udbygges. Du er velkommen til at hjælpe Wikipedia ved at udvide den. |